# A Past and Future Secret
"A Past and Future Secret" je singl njemačkog power metal sastava Blind Guardian, objavljen 1995. godine. Sastav su činili: Hansi Kürsch, vokal i bas, André Olbrich, vodeća gitara i prateći vokal, Marcus Siepen, ritam gitara i prateći vokal, te Thomas Stauch na bubnjevima. Producent albuma je bio Flemming Rasmussen. Andreas Marschall je izradio omot. 

## Popis pjesama
1. A Past and Future Secret (3:47)
2. Imaginations from the Other Side (7:18)
3. The Wizard (3:18)
4. A Past and Future Secret (Orchestra Mix) (3:48)